# Enservaart
De Enservaart is een kanaal in de Noordoostpolder in de provincie Flevoland. Het kanaal loopt van de Zwolse Vaart (even ten noordwesten van het Voorster bos) via Marknesse naar het zuidwesten. Na ruim 6 kilometer maakt het kanaal een grote bocht en loopt dan in zuidoostelijke richting naar Ens. Het kanaal eindigt in een zwaaikom bij Waterkant langs de N352 in Ens.

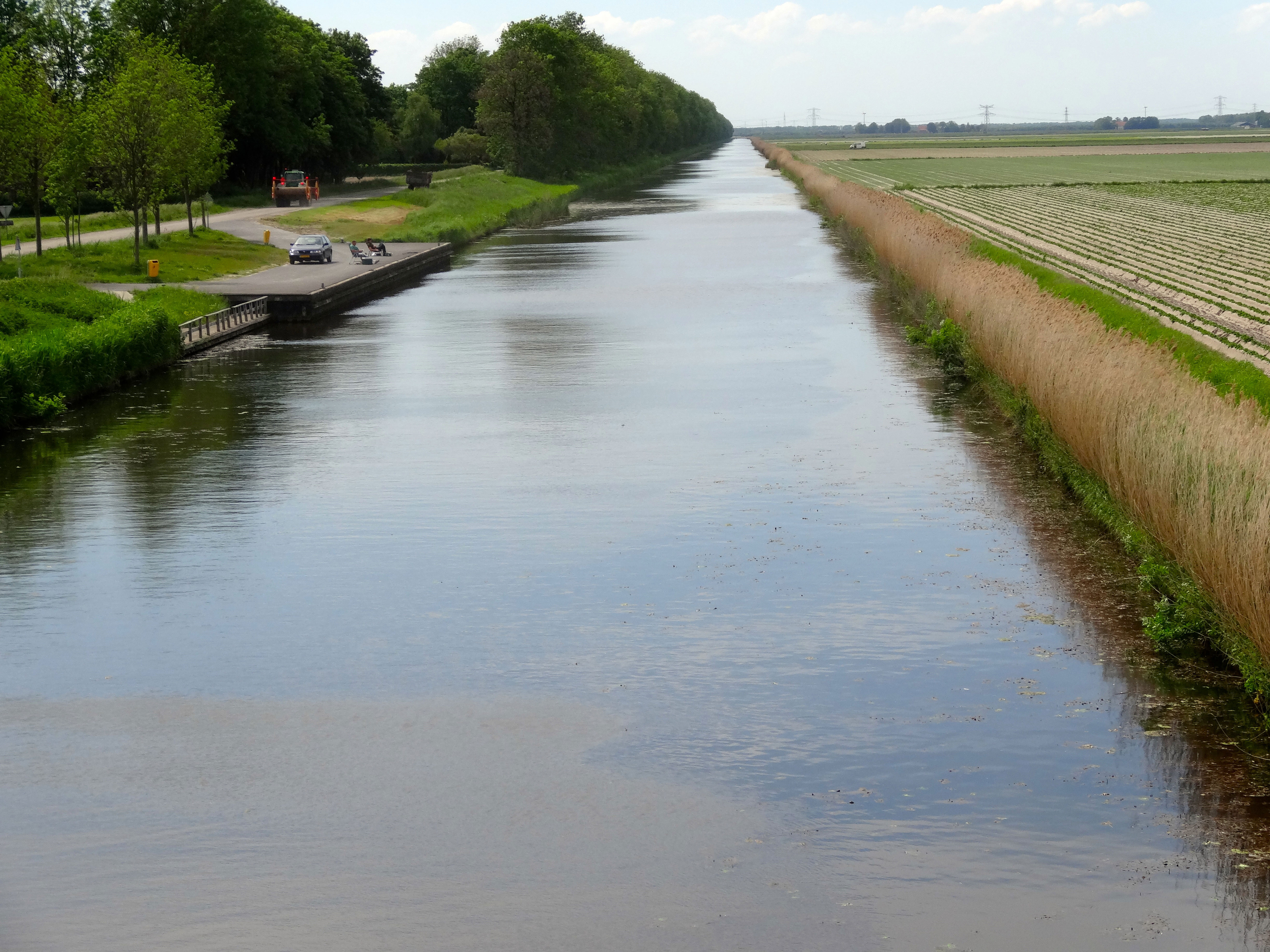
Enservaart gezien vanaf de Leemringweg in zuidwestelijke richting
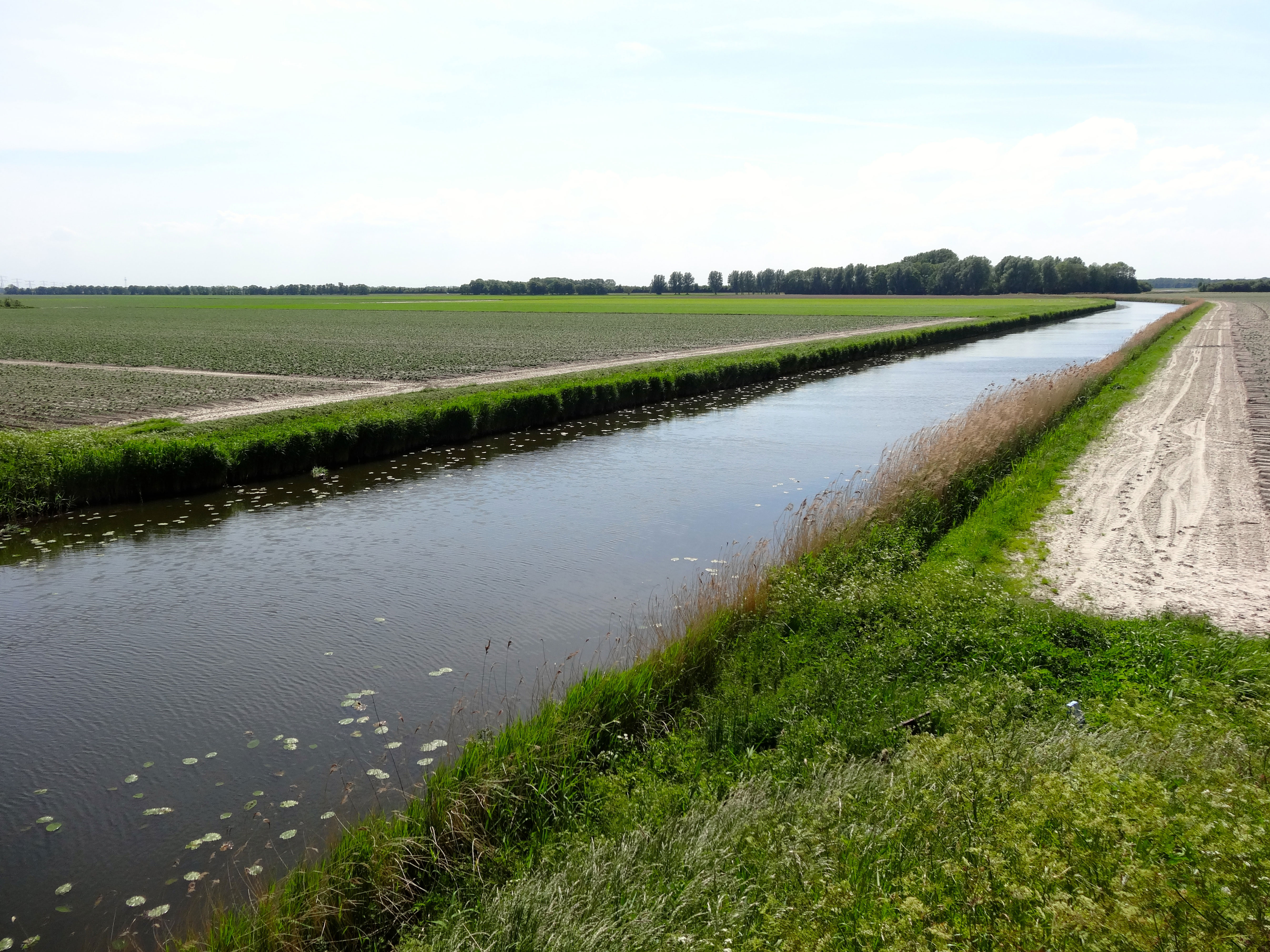
De Enservaart, gezien vanaf de Drietorensweg in zuidwestelijke richting (op de achtergrond de bocht van het kanaal in de richting van Ens)